# Franciszek Blok

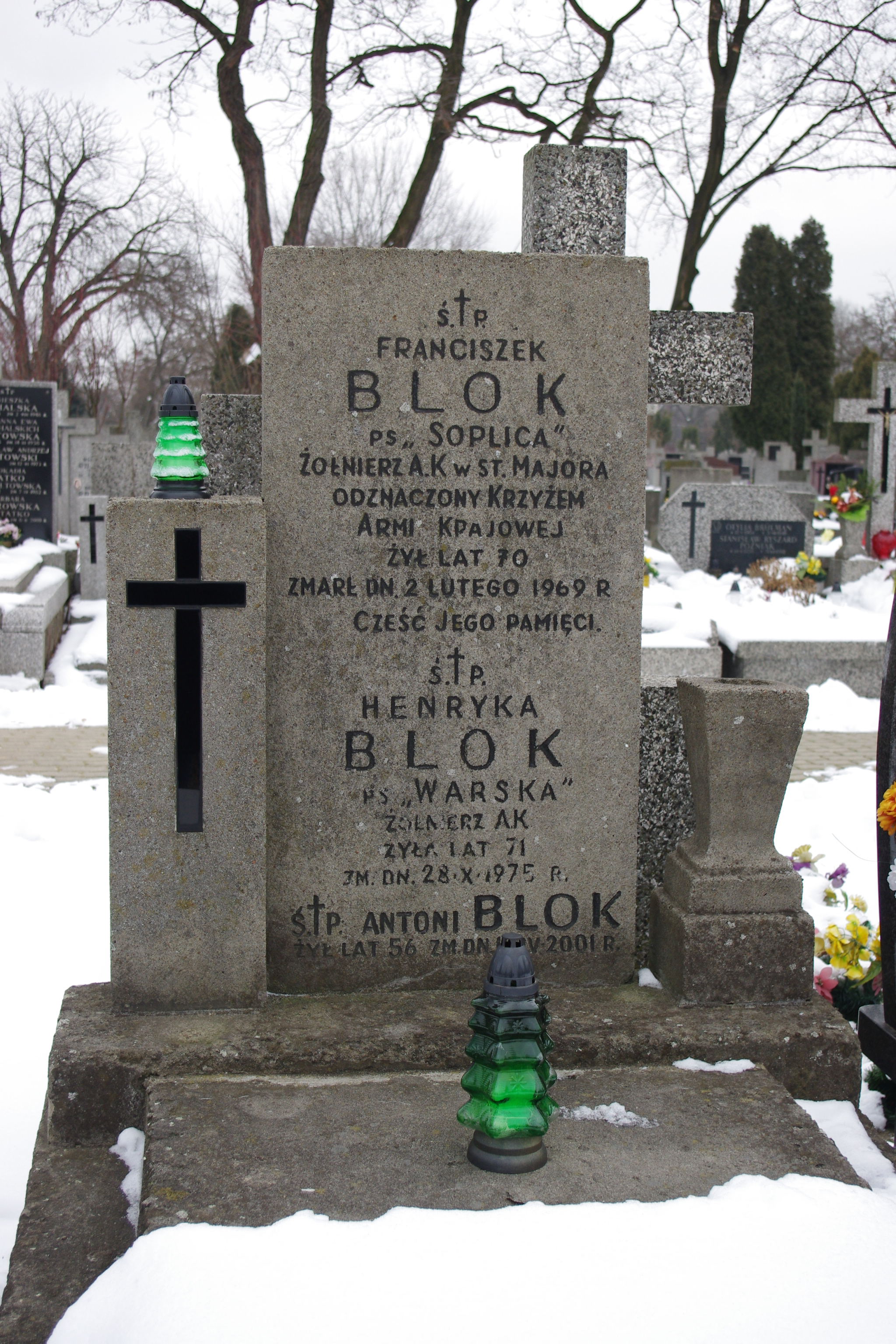
Grób Franciszka Bloka na cmentarzu Bródnowskim

Franciszek Blok ps. Soplica, Grażyna, Jacek, Potocki (ur. 1900 w Białobrzegach, zm. 2 lutego 1969 w Warszawie) – porucznik Wojska Polskiego, działacz WiN, inżynier-mechanik. 

## Życiorys
Urodził się w rodzinie Michała Bloka i Anny z domu Rzepka. Służył w 3 pułku piechoty Legionów w Jarosławiu, gdzie 1 listopada 1920 uzyskał stopień porucznika, a następnie został oficerem zawodowym w 17 pułku piechoty stacjonującym w Rzeszowie. Podczas mobilizacji w 1939 został I adiutantem 165 pułku piechoty i walczył podczas kampanii wrześniowej, a po jej upadku przedostał się na teren powiatu rzeszowskiego, gdzie dowodził oddziałem Polskiej Organizacji Zbrojnej. Po połączeniu się tej organizacji z Armią Krajową został zastępcą szefa Inspektoratu Rzeszów AK, funkcję tę pełnił do marca 1943. Został oddelegowany do Inspektoratu Tarnów AK, a od lipca 1943 do rozwiązania Armii Krajowej w styczniu 1945 był komendantem Obwodu Brzesko AK, uczestniczył w scaleniu Batalionów Chłopskich. Nie ujawnił się i pozostając w konspiracji wszedł w szeregi organizacji NIE i DSZ, po powstaniu WiN został w październiku 1945 kierownikiem Rady w powiecie brzeskim. W maju 1946 zagrożony aresztowaniem przeniósł się na teren Polski Zachodniej, gdzie prowadził działalność wywiadowczą i polityczną. Aresztowany 23 grudnia 1952 został skazany przez Warszawski Sąd Rejonowy wyrokiem z 24 kwietnia 1953 na karę śmierci, Naczelny Sąd Wojskowy wydał 30 listopada 1953 postanowienie zmieniające wyrok i karę śmierci zamienił na 12 lat więzienia. Franciszek Blok był osadzony w zakładach karnych we Wronkach, Warszawie i Rawiczu, został zwolniony podczas amnestii 21 stycznia 1958. Zamieszkał wówczas w Warszawie i był pracownikiem Społecznego Przedsiębiorstwa Handlu Warzywami i Owocami. 
Spoczywa na cmentarzu Bródnowskim w Warszawie (kw. 92C, rząd II, grób 5).